# La Ronde (Charente-Maritime)
La Ronde é uma comuna francesa na região administrativa da Nova Aquitânia, no departamento de Charente-Maritime. Estende-se por uma área de 20,79 km². Em 2010 a comuna tinha 1 057 habitantes (densidade: 50,8 hab./km²).